# Emma Sulzer-Forrer

Emma Sulzer-Forrer

Emma Elisabeth Sulzer-Forrer (* 28. Mai 1882 in Winterthur; † 9. März 1962 ebenda) war eine Schweizer Bildhauerin.

## Leben und Werk
Emma Sulzer, geborene Forrer, war mit Robert Heinrich Sulzer (1873–1953) verheiratet. Zusammen hatten sie drei Kinder. 1901 bis 1903 war sie Hospitantin an der Kunstabteilung am Technikum Winterthur. Von 1912 bis 1915 war sie die Schülerin des Bildhauers Hermann Baldin (1877–1953). Sie war seit 1932 Mitglied in der Künstlergruppe Winterthur sowie Mitbegründerin des Galerievereins Winterthur, in dem sie von 1913 bis 1961 im Vorstand war.